# Dolbogene
Dolbogene é um gênero de mariposa pertencente à família Bombycidae.